# Gros Morne, Newfoundland
Gros Morne är ett berg i Kanada.   Det ligger i provinsen Newfoundland och Labrador, i den östra delen av landet, 1 400 km öster om huvudstaden Ottawa. Toppen på Gros Morne är 805 meter över havet.
Terrängen runt Gros Morne är huvudsakligen kuperad, men västerut är den platt. Gros Morne är den högsta punkten i trakten. Trakten runt Gros Morne är nära nog obefolkad, med mindre än två invånare per kvadratkilometer.. Närmaste större samhälle är Rocky Harbour, 9,4 km väster om Gros Morne. 
Omgivningarna runt Gros Morne är i huvudsak ett öppet busklandskap.